# 仇繼恆
仇繼恆（1855年—1935年），字涞之，晚号赘叟，江蘇省江寧府上元縣人，清末翰林，書法家。
光緒八年举人，光绪十二年（1886年），参加光緒丙戌科殿試，登進士二甲71名。同年五月，改翰林院庶吉士。光緒十八年五月，散館，著以部属用。光緒三十年，调西安总督衙门学务处，创办陕西省第一所高等学堂（西北师范学院前身）并任监督。
工楷书，笔法苍劲不板滞。